# Даштаван
Даштаван (арм. Դաշտավան) — село в Араратской области Армении. Основано в 1897 году.

## География
Село расположено в северо-западной части марза, на левом берегу реки Раздан, при автодороге , на расстоянии 28 километров к северо-западу от города Арташат, административного центра области. Абсолютная высота — 830 метров над уровнем моря.
Климат
Климат характеризуется как семиаридный (BSk в классификации климатов Кёппена). Среднегодовая температура воздуха составляет 12,5 °C. Средняя температура самого холодного месяца (января) составляет −2,6 °С, самого жаркого месяца (июля) — 26 °С. Расчётная многолетняя норма атмосферных осадков — 291 мм. Наибольшее количество осадков выпадает в мае (48 мм).

## Население
| Год переписи | Население          | Население          | Население          | Население            | Население            | Население            |
| Год переписи | Наличное население | Наличное население | Наличное население | Постоянное население | Постоянное население | Постоянное население |
| Год переписи | Всего              | Мужчины            | Женщины            | Всего                | Мужчины              | Женщины              |
| ------------ | ------------------ | ------------------ | ------------------ | -------------------- | -------------------- | -------------------- |
| 2001         | 1775               | 834                | 941                | 2013                 | 1014                 | 999                  |
| 2011         | 1909               | 940                | 969                | 1970                 | 988                  | 982                  |